# Cockrell Hill
Cockrell Hill és una població dels Estats Units a l'estat de Texas. Segons el cens del 2000 tenia 4.443 habitants.

## Demografia
Segons el cens del 2000, Cockrell Hill tenia 4.443 habitants, 1.150 habitatges, i 959 famílies. La densitat de població era de 2.957,7 habitants/km².
Dels 1.150 habitatges en un 54,2% hi vivien nens de menys de 18 anys, en un 59,4% hi vivien parelles casades, en un 15,8% dones solteres, i en un 16,6% no eren unitats familiars. En el 12,7% dels habitatges hi vivien persones soles el 5,4% de les quals corresponia a persones de 65 anys o més que vivien soles. El nombre mitjà de persones vivint en cada habitatge era de 3,86 i el nombre mitjà de persones que vivien en cada família era de 4,18.
Per edats la població es repartia de la següent manera: un 36,6% tenia menys de 18 anys, un 13,8% entre 18 i 24, un 30,7% entre 25 i 44, un 13,1% de 45 a 60 i un 5,9% 65 anys o més.
L'edat mediana era de 25 anys. Per cada 100 dones de 18 o més anys hi havia 104,9 homes.
La renda mediana per habitatge era de 32.644$ i la renda mediana per família de 34.722$. Els homes tenien una renda mediana de 25.632$ mentre que les dones 18.854$. La renda per capita de la població era de 10.083$. Aproximadament el 17,1% de les famílies i el 17,8% de la població estaven per davall del llindar de pobresa.

## Poblacions properes
El següent diagrama mostra les poblacions més properes.